# Svenn Stray
Svenn Thorkild Stray, född 11 februari 1922 i Arendal, död 20 maj 2012, var en norsk politiker som representerade Høyre. 
Han var utrikesminister tre gånger, i regeringen Borten 1970-71 och i regeringarna Willoch I och Willoch II (1981-1986). Han satt i Stortinget 1958-85. Stray avled den 20 maj 2012. 